# جورج ويبر (مقدم برامج إذاعية)
جورج ويبر (بالإنجليزية: George Weber)‏ هو مقدم برامج إذاعية أمريكي، ولد في 23 مارس 1961 في فيلادلفيا في الولايات المتحدة، وتوفي في 20 مارس 2009 في بروكلين في الولايات المتحدة.